# Oedera conferta
Oedera conferta là một loài thực vật có hoa trong họ Cúc. Loài này được (Hutch.) Anderb. & K.Bremer mô tả khoa học đầu tiên năm 1991.